# Temporada 1979-80 de los Washington Bullets
La temporada 1979-80 fue la séptima de los Bullets dentro del área de Washington D. C. y la decimonovena en sus diferentes localizaciones. La temporada regular acabó con 39 victorias y 43 derrotas, ocupando el sexto puesto de la Conferencia Este, alcanzando los playoffs, en los que cayeron ante Philadelphia 76ers en primera ronda.

## Elecciones en elDraft
Ninguno de los jugadores elegidos por los Washington Bullets en el Draft de 1979 llegó a jugar jamás en la NBA.

## Temporada regular
| División Central     | División Central | División Central | División Central | División Central | División Central | División Central | División Central | División Central |
| Equipo               | G                | P                | %                | PD               | Casa             | Fuera            | Div              |                  |
| -------------------- | ---------------- | ---------------- | ---------------- | ---------------- | ---------------- | ---------------- | ---------------- | ---------------- |
| y-Boston Celtics     | 61               | 21               | .744             | –                | 35–6             | 26–15            | 17–7             |                  |
| x-Philadelphia 76ers | 59               | 23               | .720             | 2                | 36–5             | 23–18            | 19–5             |                  |
| x-Washington Bullets | 39               | 43               | .476             | 22               | 24–17            | 15–26            | 9–15             |                  |
| New York Knicks      | 39               | 43               | .476             | 22               | 25–16            | 14–27            | 8–16             |                  |
| New Jersey Nets      | 34               | 48               | .415             | 27               | 22–19            | 12–29            | 7–17             |                  |

## Playoffs

### Primera ronda
Philadelphia 76ers  vs. Washington Bullets
| Fecha      | Partido                                        | Ciudad     |
| ---------- | ---------------------------------------------- | ---------- |
| 2 de abril | Philadelphia 76ers 111, Washington Bullets 96  | Filadelfia |
| 4 de abril | Washington Bullets 104, Philadelphia 76ers 112 | Landover   |
|            | Philadelphia 76ers gana las series 2-0         |            |

## Estadísticas
| Rk | Jugador         | Edad | P  | PT | MP   | TC  | TCI  | %TC  | T3  | T3I | %T3   | TL  | TLI | %TL  | RO  | RD  | RT   | AS  | RB  | TAP | BP  | FP  | PTS  |
| -- | --------------- | ---- | -- | -- | ---- | --- | ---- | ---- | --- | --- | ----- | --- | --- | ---- | --- | --- | ---- | --- | --- | --- | --- | --- | ---- |
| 1  | Elvin Hayes     | 34   | 81 |    | 39.3 | 9.4 | 20.7 | .454 | 0.0 | 0.2 | .231  | 4.1 | 5.9 | .699 | 3.3 | 7.7 | 11.1 | 1.6 | 0.8 | 2.3 | 2.7 | 3.8 | 23.0 |
| 2  | Wes Unseld      | 33   | 82 |    | 36.3 | 4.0 | 7.8  | .513 | 0.0 | 0.0 | .500  | 1.7 | 2.5 | .665 | 4.1 | 9.3 | 13.3 | 4.5 | 0.8 | 0.7 | 1.9 | 3.0 | 9.7  |
| 3  | Bob Dandridge   | 32   | 45 |    | 32.4 | 7.3 | 16.2 | .451 | 0.0 | 0.2 | .182  | 2.7 | 3.4 | .809 | 1.4 | 4.1 | 5.5  | 4.0 | 0.6 | 0.8 | 2.7 | 2.5 | 17.4 |
| 4  | Greg Ballard    | 25   | 82 |    | 29.7 | 6.6 | 13.4 | .495 | 0.2 | 0.6 | .340  | 2.1 | 2.8 | .753 | 2.9 | 4.9 | 7.8  | 1.9 | 1.1 | 0.4 | 1.6 | 2.4 | 15.6 |
| 5  | Kevin Grevey    | 26   | 65 |    | 28.0 | 5.1 | 12.4 | .412 | 0.5 | 1.4 | .370  | 3.3 | 3.8 | .867 | 1.2 | 1.6 | 2.9  | 2.7 | 0.9 | 0.2 | 1.6 | 2.4 | 14.0 |
| 6  | Jim Cleamons    | 30   | 57 |    | 26.9 | 3.2 | 6.7  | .483 | 0.1 | 0.4 | .174  | 1.3 | 1.7 | .735 | 0.8 | 1.6 | 2.3  | 4.4 | 0.8 | 0.2 | 1.6 | 2.1 | 7.8  |
| 7  | Phil Chenier    | 29   | 20 |    | 23.5 | 4.2 | 10.7 | .393 | 0.2 | 0.3 | .500  | 1.6 | 2.1 | .756 | 0.5 | 1.7 | 2.2  | 2.1 | 0.9 | 0.3 | 1.5 | 1.3 | 10.1 |
| 8  | Kevin Porter    | 29   | 70 |    | 21.3 | 2.9 | 6.3  | .459 | 0.0 | 0.1 | .000  | 1.6 | 2.0 | .803 | 0.4 | 0.8 | 1.2  | 6.5 | 0.8 | 0.2 | 2.3 | 2.6 | 7.3  |
| 9  | John Williamson | 28   | 30 |    | 20.1 | 5.1 | 11.9 | .430 | 0.1 | 0.5 | .188  | 1.3 | 1.7 | .800 | 0.5 | 1.0 | 1.5  | 1.3 | 0.3 | 0.3 | 1.6 | 2.2 | 11.6 |
| 10 | Roger Phegley   | 23   | 50 |    | 19.4 | 4.5 | 9.5  | .474 | 0.0 | 0.1 | .400  | 2.1 | 2.4 | .867 | 1.0 | 1.3 | 2.3  | 1.4 | 0.4 | 0.1 | 1.4 | 2.1 | 11.1 |
| 11 | Larry Wright    | 25   | 76 |    | 16.9 | 3.0 | 6.6  | .458 | 0.1 | 0.2 | .250  | 1.3 | 1.4 | .889 | 0.5 | 1.1 | 1.6  | 2.9 | 0.6 | 0.2 | 1.4 | 1.9 | 7.3  |
| 12 | Mitch Kupchak   | 25   | 40 |    | 11.3 | 1.7 | 4.0  | .419 | 0.0 | 0.1 | .000  | 1.3 | 1.9 | .693 | 0.8 | 1.8 | 2.6  | 0.4 | 0.2 | 0.2 | 1.0 | 1.2 | 4.7  |
| 13 | Ron Behagen     | 29   | 6  |    | 10.7 | 1.5 | 3.8  | .391 | 0.0 | 0.0 |       | 0.8 | 1.0 | .833 | 1.0 | 1.3 | 2.3  | 1.2 | 0.0 | 0.7 | 0.7 | 2.3 | 3.8  |
| 14 | Dave Corzine    | 23   | 78 |    | 10.6 | 1.2 | 2.8  | .417 | 0.0 | 0.0 |       | 0.6 | 0.9 | .662 | 1.3 | 2.1 | 3.5  | 0.8 | 0.1 | 0.4 | 0.8 | 1.5 | 2.9  |
| 15 | Lawrence Boston | 23   | 13 |    | 9.6  | 1.8 | 4.0  | .462 | 0.0 | 0.0 |       | 0.6 | 1.0 | .615 | 1.5 | 1.5 | 3.0  | 0.2 | 0.3 | 0.2 | 0.6 | 1.9 | 4.3  |
| 16 | Gus Bailey      | 28   | 20 |    | 9.0  | 0.8 | 1.8  | .457 | 0.1 | 0.1 | 1.000 | 0.3 | 0.7 | .385 | 0.3 | 1.1 | 1.4  | 1.3 | 0.4 | 0.2 | 0.6 | 0.9 | 1.9  |
| 17 | Steve Malovic   | 23   | 1  |    | 6.0  | 0.0 | 0.0  |      | 0.0 | 0.0 |       | 1.0 | 4.0 | .250 | 0.0 | 0.0 | 0.0  | 0.0 | 1.0 | 0.0 | 0.0 | 0.0 | 1.0  |